# 金融郵報
金融邮报是一份以英文为发行语言的加拿大商业报纸，出版时间为1907-1998年。1998年金融邮报被并入国家邮报。然而，金融邮报的名称一直被保留为后者的财经新闻栏目的标题，并且同时存在邮报发行的每月商业杂志“金融邮报商业”（Financial Post Business）。
金融邮报首次由约翰·贝恩·麦克林出版于1907年。 该刊物每周出版，是麦克林-亨特公司的前身——麦克林公司的媒体业务中的核心资产之一。
报纸在1987年被太阳传媒集团收购，并在1988年2月1日将业务扩展到每日小报。1990年加入了报纸家庭投递业务。随后不久，《金融邮报》被改版为《金融邮报杂志》。1998年，太阳传媒集团将《金融邮报》卖给了霍林格公司，后者的首席执行官康拉德·布莱克一直在尝试建立一份国家报纸。太阳传媒集团以交换的方式从康拉德·布莱克手中收购了《滑铁卢区纪事报》（Waterloo Region Record）、《圭尔夫水星报》（Guelph Mercury）、《汉密尔顿观察报 》（The Hamilton Spectator）和《剑桥大学记者报》（Cambridge Reporter），但此后出售了全部四个报纸。霍林格公司的交易于1998年7月完成。原定于1998年10月5日进行，由于购买《金融邮报》产生的复杂财务问题，国家邮报的发行一直被推迟到了10月27日。
《金融邮报》保留了其忠实的加拿大的商业报纸的英语读者们，并且它提供的报道覆盖率堪比环球邮报的“商业报告”板块。尽管频繁的猜测表明，金融邮报会被合并为国家邮报的母公司Postmedia News拥有的地区报纸里的财经新闻板块中，但是如今，通过Postmedia News Service，许多金融邮报的社论内容已联卖到其他Postmedia报纸上。《金融邮报》全年发布一些人气较高的社论，比如《金融邮报》评选的“最适合工作的十大公司评选”（Financial Post's Ten Best Companies to Work For）。